# Ben Scholtens
Bernardus Petrus Canisius (Ben) Scholtens (Almelo, 10 juni 1954 – Uitvlucht (Paramaribo), 24 oktober 1993) was een Nederlands surinamist.

## Biografie
Ben Scholtens was nog een tiener toen zijn interesse voor Suriname zich begin jaren 1970 ontwikkelde. Deze werd gevoed door Surinamers in zijn vriendenkring en het niet kunnen verdragen van onrecht, zoals het dom houden van de bevolking tijdens het Nederlandse kolonialisme. Tijdens zijn studie aan de Nieuwe Lerarenopleiding in Nijmegen was hij een van de oprichters van de Werkgroep Suriname. De groep richtte zich op de wijze waarop Suriname in schoolboeken aan de orde kwam en volgde het nieuws over Suriname. Zijn aandacht voor Suriname hield hij vast toen hij van 1977 tot 1982 hedendaagse geschiedenis volgde aan de Katholieke Universiteit Nijmegen. Hij slaagde hij als doctorandus op een scriptie over de werklozenonrust van 1931 tot 1933.
In 1983 vertrok hij naar Suriname en ging hij aan de slag als wetenschappelijk medewerker geschiedenis aan de Anton de Kom Universiteit van Suriname. Hier schreef hij een boek over de geschiedenis van Suriname tijdens de Tweede Wereldoorlog en werkte hij zijn doctoraalscriptie uit tot een boek.
Vanaf 1986 werkte hij voor het ministerie van Onderwijs en Volksontwikkeling op de afdeling Cultuurstudies. In deze periode schreef hij veel artikelen, zoals voor de krant De Ware Tijd, het tijdschrift Oso van het Instituut ter Bevordering van de Surinamistiek en SWI Forum. Verder schreef hij boeken over de vakbondsleider Louis Doedel en het overlijden en de opvolging van granman Agbago Aboikoni van de Saramaccaners.
Op 24 oktober 1993 bevond hij zich in zijn huis met drie bekenden. Na een gesprek van twee uur bonden zij hem vast op een stoel en brachten hem steekwonden toe, terwijl ze spullen klaarzetten om mee te nemen. De door buren gealarmeerde politie hield twee van de drie indringers aan en arresteerde de derde later in de stad. Toen de politie arriveerde was hij nog in leven. Hij was echter al zodanig gewond, dat hij eraan bezweek. Hij is 39 jaar oud geworden. De daders werden in december 1994 veroordeeld tot 15, 12 en 6 jaar gevangenisstraf.
Postuum promoveerde hij op zijn proefschrift op 24 mei 1994 in Nijmegen, dat hetzelfde jaar als boek uitgebracht werd, getiteld Bosnegers en Overheid in Suriname: de ontwikkeling van de politieke verhouding 1650-1992. Kort voor zijn dood had hij per fax de bevestiging gekregen dat zijn proefschrift was goedgekeurd.